# 弗洛里安
弗洛里安是哥倫比亞的城鎮，位於該國東北部，由桑坦德省負責管轄，距離首府布卡拉曼加300公里，始建於1915年，面積191平方公里，海拔高度1,538米，2005年人口6,273。
5°48′17″N 73°58′27″W / 5.80472°N 73.9742°W